# Templemania
Templemania är ett släkte av fjärilar. Templemania ingår i familjen vecklare.
Kladogram enligt Catalogue of Life:
| Templemania | \| \| Templemania animosana \| \| \| \| \| \| Templemania apertana \| \| \| \| \| \| Templemania auricomana \| \| \| \| \| \| Templemania millistriata \| \| \| \| \| \| Templemania rhythmogramma \| \| \| \| \| \| Templemania sarothrura \| \| \| \| |
|             | \| \| Templemania animosana \| \| \| \| \| \| Templemania apertana \| \| \| \| \| \| Templemania auricomana \| \| \| \| \| \| Templemania millistriata \| \| \| \| \| \| Templemania rhythmogramma \| \| \| \| \| \| Templemania sarothrura \| \| \| \| |
|             | Templemania animosana |
|             | |
|             | Templemania apertana |
|             | |
|             | Templemania auricomana |
|             | |
|             | Templemania millistriata |
|             | |
|             | Templemania rhythmogramma |
|             | |
|             | Templemania sarothrura |
|             | |